# 護土牆
護土牆（英語：Retaining wall），為一建於斜坡的建築物，用以加固土坡或石坡。防止山崩，防止土塊和石塊落下，以保護行人和附近建築物的安全，亦可防止水土侵蝕。護土牆材料可以是石頭、木材、磚或鋼鐵，有多種形式。護土牆中常有排水設計，以防止水在護土牆後積聚，以免水壓過大令護土牆倒塌。

## 類型

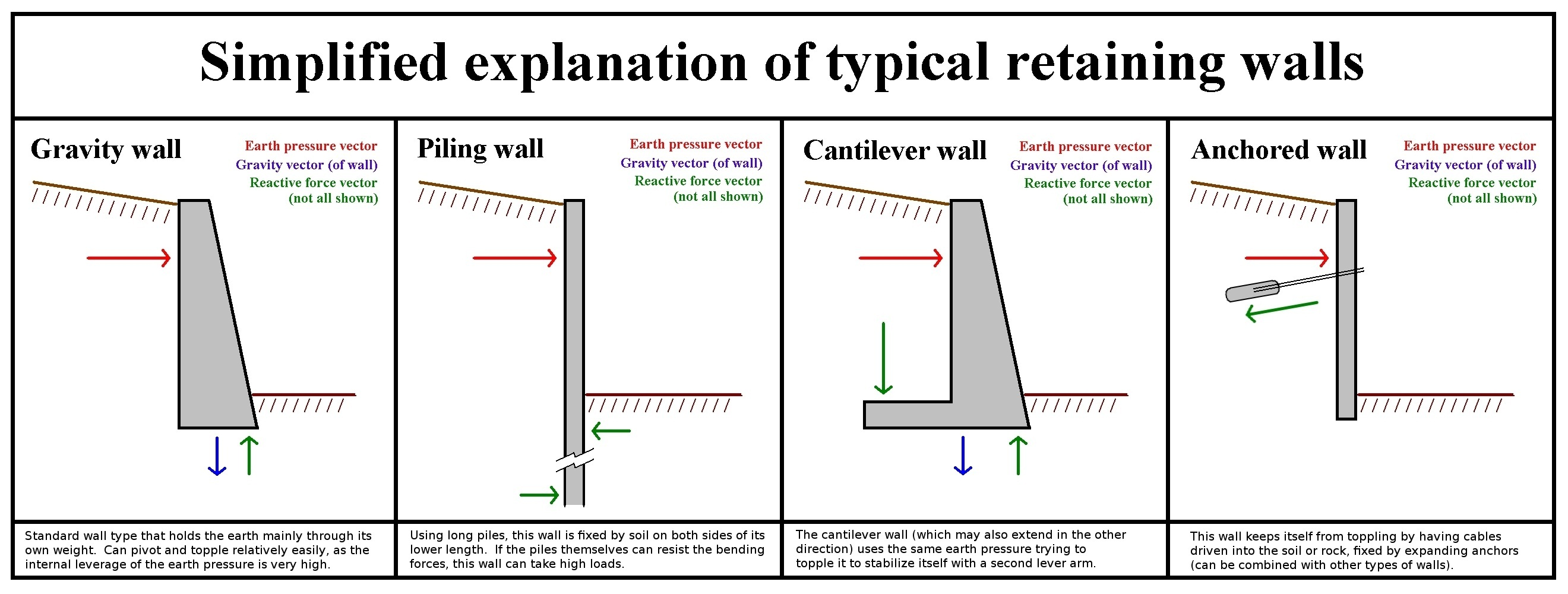
不同類形的護土牆（由左至右為：重力形、板樁形、懸臂形、地錨式）

### 重力式
重力式護土牆（Gravity wall），常為石或石矢建成，以其自身重量所產生的阻力阻擋泥土。優點是便宜而且建造方法簡單。

### 板樁式
板樁式護土牆（Piling wall），是在泥面打入板樁，再把一方的挖走，常用於挖土工程。

### 懸臂式
懸臂式護土牆（Cantilever wall），與重力式相似，但以泥代替了部分石矢作為重力來源，只餘下底部懸臂。用鋼筋水泥可使懸臂加長，可建更高的護土牆，相對重力式護土牆所用的石矢相對較少。

### 地錨式
地錨式護土牆（Anchored wall），利用地錨提供的拉力來與土壓力抗衡。

### 加勁式
加勁式擋土牆（Reinforced Wall），回包式加勁工法為在土壤中舖設加勁材料，藉由土壤與加勁材間之互制行為產生摩擦阻力以穩定土體，並藉由加勁結構本身的重量，抵抗來自牆體背後的土壤壓力或其它應力。

## 依使用材料而分
擋土牆共有下列四種

## 依結構形式而分
擋土牆共有下列六種：

### 重力牆（gravity wall）
重力式擋土牆(gravity retainingwall)係以純混凝土或石材所建造而成,其穩定性取決於本身重量以及牆後的土壤。

### 半重力牆（semigravity wall）
於重力式擋土牆中加上少量的鋼筋,可使牆斷面尺寸減至最小,此稱為半重力式擋土牆(semigravity wall)。

### 懸臂牆（cantilever wall）
懸臂式擋土牆(cantilever retaining wall)係由懸臂與水平底版所組成的鋼筋混凝土牆,此牆較經濟的高度約為8m。

## 外部連結

重力式護土牆

- "Retaining wall" - 搜索 Google 圖書
- "擋土牆" - 搜索 Google 圖書